# Chalkophyllit
Chalkophyllit (veraltet auch Kupferglimmer, Blättriges Olivenerz, Tamarit, Erinit) ist ein eher selten vorkommendes Mineral aus der Mineralklasse der Arsenate. Er kristallisiert im trigonalen Kristallsystem mit der chemischen Zusammensetzung Cu9Al[(OH)12|(SO4)1,5|(AsO4)2]·18H2O, ist also chemisch gesehen ein wasserhaltiges Kupfer-Aluminium-Arsenat mit zusätzlichen Sulfat-Gruppen und Hydroxidionen.
Chalkophyllit entwickelt tafelige, durchscheinende bis durchsichtige Kristalle von smaragdgrüner bis blaugrüner Farbe, die zu fächer- bis rosettenförmigen Aggregaten zusammentreten, aber auch schuppig oder massig sowie in Form von krustigen Überzügen auftreten können. Er kann partiell dehydriert sein, was Auswirkungen auf einige Eigenschaften wie Glanz und Lichtbrechung hat.

## Etymologie und Geschichte
Chalkophyllit war schon Ende des 18. bzw. zu Beginn des 19. Jahrhunderts bekannt und chemisch – mehr oder weniger richtig als Kupferarsenat – analysiert worden. Aufgrund seiner chemischen Zusammensetzung und der blätterigen Ausbildung wurde das Mineral von Dietrich Ludwig Gustav Karsten Blättriges Olivenerz, Abraham Gottlob Werner Kupferglimmer, von René-Just Haüy Cuivre arseniaté lamelliforme und von Jacques Louis de Bournon Arseniate of Copper in hexaedral laminae, with inclined sides benannt. Henry James Brooke und William Hallowes Miller nannten es nach dem Vorkommen auf „Wheal Tamar“ bei Landulph in Cornwall Tamarit und François Sulpice Beudant sowie Alfred Des Cloizeaux nach einem angeblichen Vorkommen bei Limerick in Irland (Éire) Erinit. Der Name Chalkophyllit (Chalkophyllites rhomboëdricus) stammt von August Breithaupt, der das Mineral 1841 nach den altgriechischen Wörtern χαλκός „Kupfer“ und φύλλου „Blatt, blättrig“ benannte. Diese noch heute gültige Bezeichnung ist also eine mehr oder weniger korrekte Übersetzung der schon von Werner, Haüy und Bournon verwendeten Namen in das Altgriechische und zielt zum einen auf das in der chemischen Zusammensetzung enthaltene Kupfer und zum anderen auf die blättrige Struktur des zwar glimmerähnlichen, aber nicht in die Glimmergruppe gehörenden Minerals.
Obwohl die ersten Nachweise für das Mineral aus Cornwall („it was first found either in Carrachach mine, in the parish of Gwennap, or in Tincroft mine in the parish of Allogan“) stammen, gilt heute laut Typmineral-Katalog Deutschland die Grube „Altväter samt Eschig“ im Mortelgrund bei Sayda im Erzgebirge, Sachsen, als Typlokalität. Hierzu schrieb Johann Carl Freiesleben:

„Der Kupferglimmer ist mir in Sachsen, zwar nur von Alt Väter s. Eschig bekannt, aber hier habe ich ihn, besonders 1814 von ungemeiner Deutlichkeit und Schönheit, ebenso schön wie den aus Cornwall gefunden; er erschien hoch smaragdgrün, eingesprengt, in schmalen Adern und krystallisirt, theils in einzelnen freien Krystallen, theils in drusigen Nestern, von klein- und feinkörniger Zusammensetzung mit Ziegelerz, Kupferpecherz auf drusigem, mit Roth Eisenocker gemengtem Quarz.“

Das Typmaterial des Minerals wird in den Geowissenschaftlichen Sammlungen der Technischen Universität Bergakademie Freiberg unter der Katalog-Nr. 21355 am Standort M 7,5 aufbewahrt.

## Klassifikation
In der mittlerweile veralteten, aber noch gebräuchlichen 8. Auflage der Mineralsystematik nach Strunz gehörte der Chalkophyllit zur Abteilung der „Wasserfreien Phosphate, mit fremden Anionen F, Cl, O, OH“, wo er zusammen mit Coeruleit, Leogangit, Lirokonit, Parnauit und Zapatalith die unbenannte Gruppe VII/D.20 bildet.
Die seit 2001 gültige und von der International Mineralogical Association (IMA) verwendete 9. Auflage der Strunz’schen Mineralsystematik ordnet den Chalkophyllit ebenfalls in die Abteilung der „Phosphate, etc., mit weiteren Anionen, mit H2O“ ein. Diese ist allerdings weiter unterteilt nach der relativen Größe der beteiligten Kationen und dem Stoffmengenverhältnis der zusätzlichen Anionen zum Phosphat-, Arsenat bzw. Vanadatkomplex (RO4), so dass das Mineral entsprechend seiner Zusammensetzung in der Unterabteilung „Mit ausschließlich mittelgroßen Kationen (OH, etc.) : RO4 > 3 : 1“ zu finden ist, wo es als einziges Mitglied die unbenannte Gruppe mit der System-Nr. 8.DF.30 bildet.
Auch die vorwiegend im englischen Sprachraum gebräuchliche Systematik der Minerale nach Dana ordnet den Chalkophyllit in die Klasse der „Phosphate, Arsenate und Vanadate“ und dort in die Abteilung der „Wasserfreien Phosphate etc., mit Hydroxyl oder Halogen“ ein. Hier ist er als alleiniges Mitglied in der unbenannten Gruppe 43.05.14 innerhalb der Unterabteilung Zusammengesetzte Phosphate etc., (Wasserhaltige zusammengesetzte Anionen mit Hydroxyl oder Halogen) zu finden.

## Kristallstruktur
Chalkophyllit kristallisiert im trigonalen Kristallsystem in der Raumgruppe R3 (Raumgruppen-Nr. 148) mit den Gitterparametern a = 10,76 Å und c = 28,68 Å sowie 3 Formeleinheiten pro Elementarzelle.
In der Struktur des Chalkophyllits bilden neun über gemeinsame Kanten miteinander verbundene Cu(OH)6-Oktaeder und ein Al(OH)6-Oktaeder offene Schichten parallel (0001). Diese werden auf beiden Seiten durch AsO4-Tetraeder dekoriert, die sich drei Ecken mit den vakante Positionen in den Schichten umgebenden Cu(OH)6-Oktaedern teilen. Nur neun von 12 möglichen oktaedrischen Positionen in der Cu-O-Schicht einer jeder Einheitszelle sind durch Kupferatome besetzt. Die Schichten sind durch SO4-Tetraeder und durch Wasserstoffbrückenbindungen miteinander verbunden.

## Eigenschaften

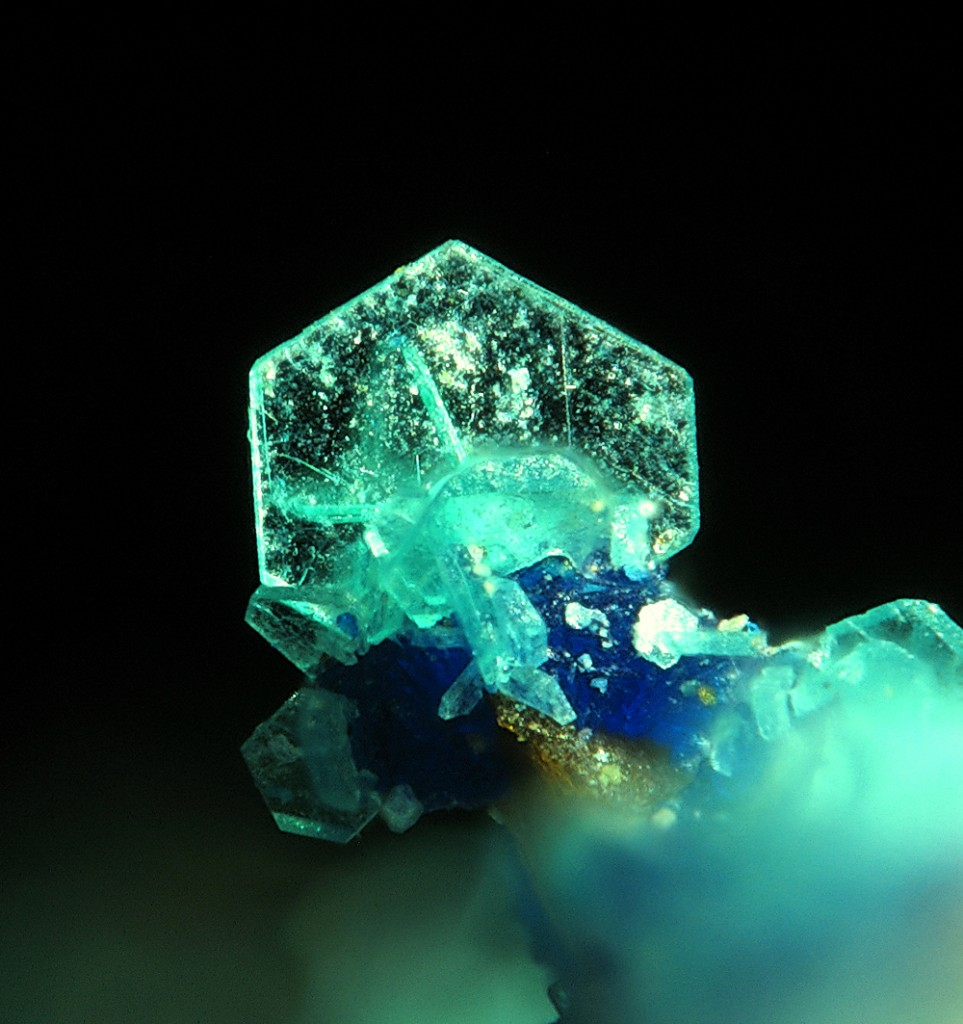
Durchsichtiger Chalkophyllit-Kristall von Piesky bei Špania Dolina, Slowakei (Sichtfeld: 1 mm)

### Morphologie

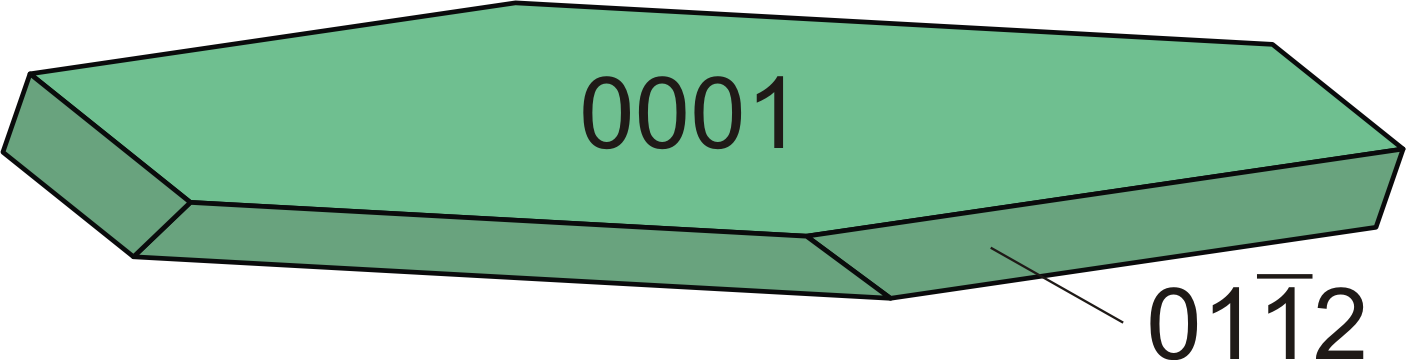
Zeichnung eines tafeligen Chalkophyllit-Kristalls

Chalkophyllit bildet glimmerähnliche, sehr charakteristische, meist nach {0001} dünntafelige Kristalle mit sechseckigem Umriss, die bis 1 cm Durchmesser erreichen. An den Kristallen sind oft nur noch die Flächen des Rhomboeders {0112} zu erkennen. Weitere Flächenformen sind {1011}, {1016}, {0113}, {1010}, {1014} und {0221}. Die Flächen der Basis sind gelegentlich unter 60° gestreift. Die Kristalle treten zu fächerförmigen bis rosettenartigen Aggregaten zusammen, die oft in Drusen im ausgelaugten Primärerz sitzen. Daneben blättrige bis foliierte Aggregate und massiv.

### Physikalische und chemische Eigenschaften
Die Farbe der durchscheinenden bis durchsichtigen Kristalle des Chalkophyllits variiert von smaragdgrün über grasgrün und bläulichgrün bis blau. Seine Strichfarbe ist blassgrün bis bläulichgrün und immer heller als die Mineralfarbe. Auf den Flächen der Basis zeigen die Kristalle deutlichen Perlmuttglanz, auf den anderen Flächen weist das Mineral Glas- bis Halbdiamantglanz auf. Auch auf Spaltflächen weist das Mineral – durch partielle Wasserabgabe – Perlmuttglanz auf. Charakteristisch ist eine sehr vollkommene Spaltbarkeit nach der Basis (0001). Chalkophyllit ist spröde und besitzt einen blättrigen Bruch. Mit einer Mohshärte von 2 gehört Chalkophyllit zu den weichen Mineralen, die sich ähnlich wie das Referenzmineral Gips mit dem Fingernagel ritzen lassen. Die berechnete Dichte des Minerals liegt bei 2,684 g/cm3.
Im Durchlicht ist Chalkophyllit grün; er weist einen ausgeprägten Pleochroismus von nω = blaugrün nach nε = fast farblos auf. Seine Doppelbrechung ist mit maximal 0,066 vergleichsweise hoch.
„Vor dem Lötrohr dekrepitiert das Mineral, blättert sich auf unter Schwarzfärbung und schmilzt, wobei auf Kohle Arsengeruch auftritt; im Glührohr wird viel Wasser abgegeben; die Boraxperle wird durch den Kupfergehalt grün, die Flamme grünblau gefärbt. Chalkophyllit ist sehr leicht löslich in Säuren, auch in Ammoniak löslich. An der Luft wird er zersetzt.“

## Bildung und Fundorte
Chalkophyllit bildet sich als typisches Sekundärmineral in der Oxidationszone von Arsen-haltigen polymetallischen Lagerstätten (der Arsen-Lieferant ist vorwiegend Arsenopyrit). Begleitminerale sind unter anderem Azurit, Malachit, Brochantit, Chrysokoll, Spangolith, Connellit, Cuprit, Cyanotrichit, Strashimirit, Parnauit, Lavendulan, Cornubit, Langit, Klinoklas, Pharmakosiderit und Mansfieldit.  Als eher seltene Mineralbildung kann Chalkophyllit an verschiedenen Fundorten zum Teil reichlich vorhanden sein, ist insgesamt aber wenig verbreitet. Bisher (Stand 2016) sind rund 200 Fundorte bekannt.

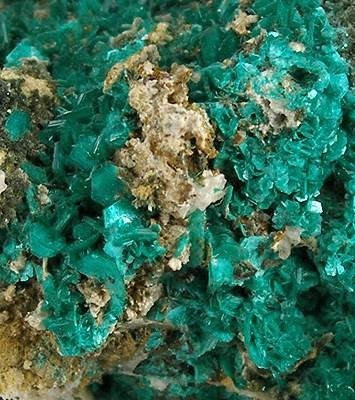
Chalkophyllit aus Carharrack in Cornwall (Größe: 5,5 cm × 4,3 cm × 3,8 cm)

Neben der Typlokalität findet sich Chalkophyllit in Deutschland u. a. in Sadisdorf bei Schmiedeberg, der „Fundgrube Fortuna“, Deutschkatharinenberg bei Seiffen (beide Erzgebirge, Sachsen), auf verschiedenen Gruben im Siegerland, der Grube Virneberg bei Rheinbreitbach in Rheinland-Pfalz, sowie in der Grube Clara im Rankach-Tal bei Oberwolfach im Schwarzwald, Baden-Württemberg.
Neben vielen anderen cornischen Lokalitäten in Großbritannien besonders schön aus den Gruben „Wheal Gorland“, „Wheal Unity“ und den „United Mines“ bei Gwennap, „Ting Tang“ bei Carharrack (alle Camborne-Redruth-St-Day-District), der „Old Gunnislake Mine“ bei Calstock, Callington District, sowie der Penberthy Croft Mine bei St Hilary, Mount’s Bay District.
In Österreich ist Chalkophyllit u. a. aus dem Revier Neufinkenstein-Grabanz am Mallestiger Mittagskogel und der Kupferlagerstätte Rijavitzagraben bei Bad Eisenkappel (beide Karawanken, Kärnten) sowie dem Revier Schwaz-Brixlegg im Inntal und der Flirscher Skihütte, Flirsch, Stanzer Tal, beide Tirol, bekannt. In der Schweiz kennt man Chalkophyllit vom Kupfer-Uran-Vorkommen Mürtschenalp, Murgtal, Kanton Glarus, aus der Grube Les Moulins und vom Erzschurf Gosan bei Anniviers, Val d’Anniviers, vom Col des Mines, Isérables, Riddes, und vom Gebiet Wannigletscher-Scherbadung im Kriegalp-Tal bei Binn (alle Kanton Wallis).
Von „Piesky“ bei Špania Dolina (Herrengrund) unweit Banská Bystrica, Slowakei, aus Moldova Nouă (Neumoldowa), Banat, Kreis Caraș-Severin, Rumänien und aus der „Hilarion Mine“ bei Agios Konstantinos, Lavrion, Attikí, Griechenland. In Italien aus der „Miniera di Monte Avanza“, Forni Avoltri, Region Friaul-Julisch Venetien, sowie der „Miniera Perda Niedda“, Domusnovas, Provinz Carbonia-Iglesias, und „Miniera Baccu Locci“, Villaputzu, Cagliari, (beide Sardinien).
Aus Frankreich aus der „Cap Garonne Mine“ bei Le Pradet, Var, aus den ca. 50 km nördlich von Nizza liegenden Kupferbergwerken von Roua, Alpes-Maritimes, aus der „Mine de Salsigne“, Mas-Cabardès, Carcassonne, Aude, Okzitanien, der Grube „Le Franciman“, Saint-Jean-de-Jeannes, Paulinet, Alban, Département Tarn, und „La Treille Mine“, Neuenberg bei Sainte-Marie-aux-Mines (Markirch), Département Haut-Rhin, Elsass.

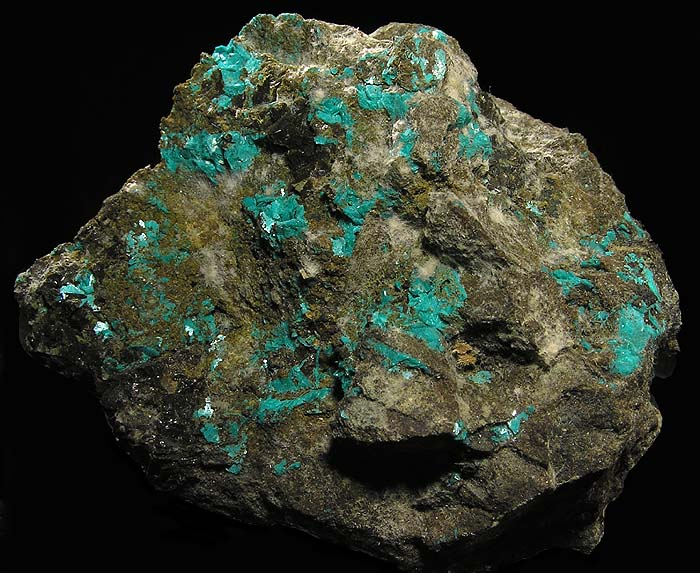
Chalkophyllit aus „El Teniente“, Rancagua, Chile (Größe: 5,6 cm × 4,6 cm × 3,1 cm)

In den USA aus der „Majuba Hill Mine“, Antelope District, Pershing County, und der „Burrus Mine“, Pyramid District, Washoe County (beide Nevada), der „Grand View Mine“, Horseshoe Mesa, Coconino County, Arizona, und der „Mammoth Mine“ bei Mammoth, Tintic District, East Tintic Mts, Juab County, Utah. Aus „Marianna de Itacolumy“, Quadrilátero Ferrífero, Minas Gerais, Brasilien und den Kupferlagerstätten „Chuquicamata“, Calama, Provinz El Loa, Región de Antofagasta, „Potrerillos“, Diego de Almagro, Provinz Chañaral, Región de Atacama, und „El Teniente“, Rancagua, Provinz Cachapoal, Región del Libertador General Bernardo O’Higgins, alle Chile. Aus dem autonomen Kreis Gengma, Lincang, Provinz Yunnan, China.
Weitere Fundorte sind unter anderem Neuquén in Argentinien; die Provinzen Limburg, Luxemburg und Namur in Belgien; La Paz in Bolivien; Honshū in Japan; Souss-Massa-Daraâ in Marokko; Oshikoto in Namibia; die Nordinsel von Neuseeland; die Distrikte Castelo Branco und Viseu in Portugal; der Ural in Russland; Valencia in Spanien; Gauteng in Südafrika; Böhmen und Mähren in Tschechien; sowie das Komitat Heves in Ungarn.